# Chunchanakuppe, Bangalore South
Chunchanakuppe là một làng thuộc tehsil Bangalore South, huyện Bangalore Urban, bang Karnataka, Ấn Độ.